# كوران (عفرين)
كوران (بالكردية: Kora‏) هي قرية سوريّة تتبع إداريّاً لمحافظة حلب منطقة عفرين ناحية راجو. بلغ تعداد سكانها 203 نسمة حسب التعداد السكاني لعام 2004، و1,861 نسمة حسب قيود السجل المدني لنهاية عام 2005.